# Colle della Rionda
Il Colle della Rionda è un valico stradale delle Prealpi Liguri situato a 989 m s.l.m..

## Geografia

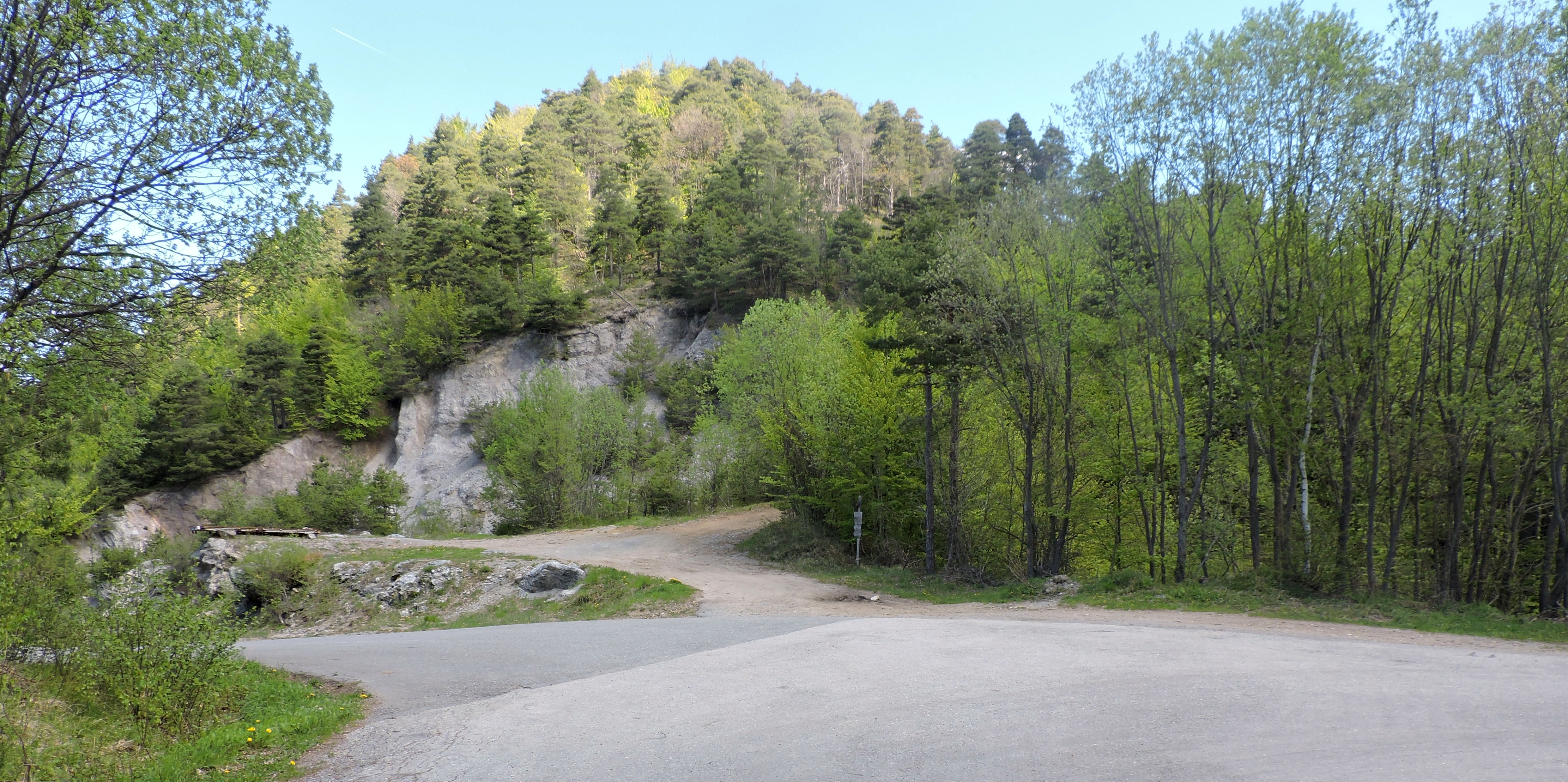
Vista da sud

Il colle si apre sul crinale spartiacque Bormida / Tanaro tra il Bric delle Piombiere (a nord, 1104 m, nei pressi del Monte Sotta) e il Monte Spinarda (sud); il punto di valico si trova in comune di Priola, il cui territorio si estende anche in Val Bormida per alcune centinaia di metri oltre al crinale. Si tratta di una zona coperta da fitti boschi, piuttosto apprezzata da un punto di vista paesaggistico.

## Geologia
La zona del colle è nota ai geologi cone area di contatto tra anfiboliti e gneiss.

## Accesso
Il passo è raggiungibile in auto dalla val Bormida con una strada che parte da Caragnetta, in comune di Calizzano. Sul lato Val Tanaro esistono due strade, sempre asfaltate, che portano al colle: una che raggiunge il fondovalle passando per Casario (frazione di Priola) e l'altra che scende invece a Garessio.

## Escursionismo
Dal valico per sentiero si possono raggiungere sia il monte Sotta che il monte Spinarda.